# Sebastian Henriksson
Sebastian Henriksson (Degerfors, 12 ottobre 1974) è un ex calciatore svedese, di ruolo attaccante.

## Carriera

### Club
Henriksson cominciò la carriera con la maglia del Degerfors, squadra della sua città. Successivamente si trasferì all'Örgryte prima e al Göteborg poi. Passò in seguito ai norvegesi dell'Odd Grenland. Esordì nella Tippeligaen in data 13 aprile 2003, schierato titolare nel successo per 1-0 sul Molde. L'11 maggio arrivò la sua prima rete, nella vittoria per 3-1 sul Vålerenga. Militò poi nelle file dell'Örebro, prima di tornare al Degerfors per chiudere la carriera.

### Nazionale
Henriksson conta 2 presenze per la Svezia.

## Palmarès

### Club

#### Competizioni nazionali
- Coppa di Svezia: 1

Degerfors: 1992-1993